# Ataques israelíes contra Irán de abril de 2024
Los ataques israelíes contra Irán de abril de 2024 se llevaron a cabo por las Fuerzas de Defensa de Israel (FDI) el 19 de abril de 2024 a las 5:23 a. m. hora local. Israel atacó varios objetivos en Irán, Irak y Siria, en respuesta a un ataque previo cometido por la República Islámica sobre objetivos militares en Israel, acciones, a su vez, ejercidas como represalia por el asesinato de varios oficiales superiores en un ataque aéreo sobre Damasco.
Los medios de comunicación y las plataformas de redes sociales iraníes informaron de explosiones cerca de Isfahán, donde hay importantes instalaciones nucleares, una instalación de fabricación de drones y una importante base aérea. Tras la detección de objetos aéreos sospechosos, se activaron los sistemas de defensa aérea en varias provincias de Irán. Los medios estatales iraníes afirmaron que los drones que sobrevolaban la región fueron interceptados y derribados por las Fuerzas de Defensa Aérea de Irán sin ocasionar víctimas ni daños. Tres funcionarios iraníes dijeron a The New York Times que una base aérea cerca de Isfahán fue atacada. Según informaciones procedentes de Estados Unidos un misil de Israel alcanzó a Irán. Información que fue posteriormente negada por las autoridades de Irán, que afirmaron que «No hay reportes de un ataque con misiles por ahora», además aseguraron que no se registraron incidentes en las instalaciones nucleares del país.
Al menos ocho vuelos comerciales fueron desviados de la zona. Los medios estatales de Irán anunciaron la suspensión temporal de vuelos en todo el país, aunque esta restricción se levantó esa misma mañana. La Agencia Estatal Irna afirmó que las explosiones no provocaron «graves daños».

## Antecedentes

### Escalada en Medio Oriente
El 7 de octubre de 2023, Hamás, grupo militante islámico apoyado por Irán, llevó a cabo un ataque en el sur de Israel que provocó la muerte de 1 200 personas y el secuestro de al menos otros 253 ciudadanos israelíes e internacionales. Israel respondió lanzando la actual invasión israelí de la Franja de Gaza.
Después del 7 de octubre, el grupo Hezbolá en Líbano, respaldado por Irán, comenzó a atacar el norte de Israel. Se han registrado más de 4400 incidentes violentos entre Hezbolá e Israel desde el comienzo de la guerra, y unos 100 000 israelíes han sido evacuados del norte de Israel desde el comienzo del conflicto.
El movimiento hutí, respaldado por Irán, ha lanzado decenas de aviones no tripulados y misiles balísticos hacia Israel, y ha secuestrado y atacado barcos en el mar Rojo, restringiendo gravemente el flujo comercial a través del Canal de Suez.

### Bombardeo del consulado iraní de Damasco
El 1 de abril de 2024, el edificio anexo del consulado adyacente a la embajada iraní en Damasco (Siria), fue alcanzado por un ataque aéreo israelí, matando a dieciséis personas, incluido el general de brigada Mohammad Reza Zahedi, un alto comandante de la Fuerza Quds de los Cuerpos de la Guardia Revolucionaria Islámica (CGRI), y otros siete oficiales, además de otros seis militantes pertenecientes a Hezbolá y otras milicias vinculadas a Irán y a dos civiles. Poco después del ataque, Irán juró venganza.
El ataque aéreo se produjo en un momento de intensas tensiones entre Israel e Irán, y en medio de la guerra del primero con Hamás y Hezbolá. Irán prometió venganza por el ataque. Muchos países y organizaciones internacionales condenaron el ataque.

### Ataque de Irán a Israel de 2024
El 13 de abril de 2024, los Cuerpos de la Guardia Revolucionaria Islámica (CGRI), una rama del ejército iraní, en colaboración con las Fuerzas de Movilización Popular Iraquíes, El grupo libanés Hezbolá y los hutíes yemeníes lanzaron ataques de represalia contra Israel utilizando drones Shahed 136, misiles de crucero y misiles balísticos. Irán declaró que la operación se realizó en represalia por el ataque aéreo israelí contra el consulado iraní en Damasco, dos semanas antes. La operación fue parte de la guerra Israel-Gaza y marcó el primer ataque directo de Irán contra Israel desde el comienzo de su conflicto.
El portavoz de las FDI, Daniel Hagari, afirmó que el ataque consistió en más de 300 «drones asesinos, misiles balísticos y misiles de crucero», pero que la «vasta mayoría» fueron interceptados, con ayuda de fuerzas de Francia, el Reino Unido y Estados Unidos —Según Al-Arabiya, militares estadounidenses y británicos derribaron alrededor de 100 drones iraníes—. El ejército dijo que «se identificó un pequeño número de impactos, incluso en una base [militar israelí] en el sur de Israel, donde se causaron daños menores a la infraestructura». mientras que un funcionario estadounidense dijo que al menos nueve misiles habían impactado en dos bases aéreas israelíes, causando daños menores. Los misiles provocaron daños menores en la base aérea de Nevatim, en el sur de Israel, que seguía operativa. Mientras que Irán aseguró que la mayoría de los objetivos fueron alcanzados y que la base aérea de Nevatim y la base de inteligencia en los Altos del Golán sufrieron daños importantes.
Una coalición internacional, que incluía a Estados Unidos, Reino Unido, Francia y Jordania, ayudó a Israel a interceptar los proyectiles y a proporcionar cobertura de radar. En Israel, una niña beduina israelí de 7 años resultó gravemente herida y otras treinta y una personas sufrieron heridas leves mientras corrían hacia los refugios o fueron tratadas por ansiedad. Jordania informó sobre la caída de metralla en su territorio, sin causar daños ni heridos importantes.
Los ataques de Irán generaron críticas de varios líderes mundiales y analistas políticos, quienes advirtieron que corren el riesgo de convertirse en una guerra regional en toda regla. En los días siguientes, Irán intensificó sus amenazas y prometió represalias ante cualquier intento de ataque de Israel. Además, el 18 de abril, Irán dijo que podría acelerar su programa nuclear si sus instalaciones nucleares fueran atacadas.

## Ataques

### Irán
Los informes de los medios iraníes y de las plataformas de redes sociales indicaron que hubo explosiones cerca de la importante ciudad de Isfahán, en una provincia conocida por contar con instalaciones nucleares, una importante base aérea y una instalación de fabricación de drones.
Específicamente, la Agencia de Noticias de la República Islámica (IRNA), operada por el estado, informó que se activaron las defensas aéreas en la base aérea de Shekari en Isfahán, que alberga la octava base aérea táctica y donde se encuentra la flota de cazas F-14 Tomcats de fabricación estadounidense, que fueron adquiridos antes de la Revolución iraní de 1979. Además, se activaron los sistemas de defensa aérea en varias provincias tras el avistamiento de objetos aéreos no identificados. Fuentes consultadas por la agencia de noticias Fars indicaron que las defensas aéreas se activaron en respuesta a un objeto que podía ser un microvehículo aéreo no tripulado y que uno de los posibles objetivos era el radar del Ejército. Además, se escuchó una explosión en el oeste de la ciudad de Tabriz, que los medios locales apuntaron a «un disparo de defensa» al identificar «un objeto sospechoso». Esta zona cuenta con refinerías petroquímicas.
La agencia de noticias iraní también informó que sus periodistas no observaron daños significativos ni explosiones en todo el país, y no se registraron incidentes en ninguno de los sitios nucleares de Irán. En esa misma línea se manifestó el Organismo Internacional para la Energía Atómica (OIEA) que afirmó que «no hay daños» en las instalaciones nucleares de Irán y recordó que estas infraestructuras «nunca deben ser un objetivo» en un conflicto.
El Ejército insistió en que las explosiones se debieron a «los disparos de los sistemas de defensa de Isfahán». El comandante del Ejército iraní en la citada provincia, Siavosh Mihan-Dust, informó que «No hemos tenido daños ni accidentes».
Según un alto funcionario estadounidense en declaraciones a ABC News, aviones israelíes, que operaban más allá de las fronteras de Irán, lanzaron tres misiles contra un emplazamiento de radar de defensa aérea que custodiaba la instalación nuclear de Natanz. El funcionario afirmó además que la evaluación indicó la destrucción exitosa del sitio objetivo. También dijo que el objetivo del ataque era comunicar a Irán las capacidades de Israel sin aumentar aún más las tensiones. Con respecto a esta información, el ministro de Asuntos Exteriores de Irán, Hosein Amirabdolahian, aseguró el viernes, 19 de marzo, que los medios de comunicación «partidarios del régimen sionista» han tratado de «magnificar» el ataque israelí «en un intento desesperado, de sacar una victoria de su repetida derrota».

### Siria
Fuentes vinculadas a la oposición siria informaron que los ataques israelíes alcanzaron múltiples posiciones de radar del ejército sirio en las gobernaciones de As-Suwayda y Daraa en el sur del país. El Ministerio de Defensa sirio señaló en un comunicado que el ataque tuvo lugar en torno a las 2:55 (hora local) y que «El enemigo israelí ha lanzado un ataque con misiles desde el norte de la Palestina ocupada contra nuestras instalaciones de defensa aérea en el sur. La agresión ha causado pérdidas materiales».

### Irak
Por la mañana se informó de múltiples ataques en las gobernaciones de Bagdad y Babilonia. Se oyeron aviones de combate en Erbil y Mosul. El propulsor de un misil aire-aire de medio alcance AIM-7 Sparrow israelí fue descubierto al sur de Bagdad, lo que indica que aviones israelíes habrían lanzado sus misiles contra Irán desde el espacio aéreo iraquí.
Ese mismo día, Israel también atacó múltiples bases de las Fuerzas de Movilización Popular.

## Consecuencias
Posteriormente, Irán anunció la suspensión de todos los vuelos comerciales en Teherán y en las zonas occidentales y centrales del país. En el Aeropuerto Internacional Imán Jomeiní de Teherán, unos altavoces informaron a los pasajeros de la situación. Posteriormente se restablecieron las operaciones de vuelo normales, según las autoridades de Irán. Varias aerolíneas desviaron sus aviones del espacio aéreo iraní.

## Análisis de la prensa
Según un análisis de The Jerusalem Post, el ataque, que se produjo estratégicamente cerca de un sitio nuclear, fue diseñado para enviar un mensaje deliberado: Israel tiene la capacidad de atacar sitios más críticos, pero optó por la moderación en este momento. Este enfoque demostró la disposición de Israel a defender sus intereses, al tiempo que le indicó a Irán la posibilidad de tomar medidas más severas, manteniendo así un equilibrio de disuasión sin provocar una escalada inmediata hacia un conflicto más amplio.
La BBC también señaló que un ataque calculado contra objetivos militares asociados con el ataque anterior de Irán contra Israel demostró las capacidades de las FDI, incluida la capacidad de no utilizarlas en su totalidad. El ataque estuvo tan calibrado que el gobierno iraní «resta importancia, desestima e incluso se burla de que haya sucedido algo importante».
Haaretz opinó que el ataque fue mediocre y silenciado, una medida provisional que demuestra la falta de estrategia de Netanyahu, y una distracción del tema principal de la guerra entre Israel y Gaza y el rescate de los rehenes de Hamás.
El New York Times calificó el ataque limitado como menor de lo esperado, y aunque los funcionarios iraníes le restaron importancia, y de hecho ni siquiera lo atribuyeron a Israel, todavía había margen para un error de cálculo. El Wall Street Journal también señaló que si bien se había detenido la espiral de escalada inmediata, la dinámica fundamental entre Israel e Irán se mantenía, y que su nueva situación tenía líneas rojas poco claras.
En su evaluación del ataque israelí, David Ignatius, del Washington Post, observó que Israel demostró su dominio al iniciar y concluir ataques a voluntad, lo que refleja lo que los expertos denominan «dominio de la escalada» al dar el primer y el último golpe. También analizó el liderazgo de Israel en una coalición regional contra Irán, haciendo hincapié en su enfoque en estrategias a largo plazo por encima de la represalia inmediata. Ignatius destacó también la consideración de Israel de los intereses de los socios de la coalición, Arabia Saudita, los Emiratos Árabes Unidos y Jordania, que apoyaron discretamente la acción de Israel contra Irán.
Según un análisis de The Economist, tras el ataque israelí, los iraníes reemplazaron el radar de la lápida destruida por un radar diferente, de tipo «tabla de queso», en el mismo lugar. Señaló que si bien «es poco probable que Irán engañe a Estados Unidos o Israel, que tienen satélites de alta tecnología y sabrán que la batería está estropeada», el nuevo radar permite a los propagandistas del país afirmar que todo está bajo control, lo que podría evitar una crisis mayor.

## Reacciones
Las Fuerzas de Defensa de Israel dijeron a CNN que «no tienen ningún comentario que hacer en este momento». Fuentes oficiales israelíes citadas por medios estadounidenses como The New York Times indicaron que el país hebreo había estado detrás del ataque, aunque sin dar más detalles sobre la escala y el alcance del mismo. El ministro de seguridad nacional de Israel, el ultraderechista Itamar Ben-Gvir, calificó el ataque de «débil» (feeble) o «poco convincente».
Más adelante, un alto funcionario estadounidense confirmó que Israel había llevado a cabo un ataque y señaló que se había notificado la operación antes de su comienzo a Washington.
Por su parte, el Gobierno de Irán negó que su país hubiera sido atacado con misiles y comunicó que «hasta el momento no se ha informado de ningún impacto o explosión a gran escala causado por ninguna amenaza aérea» y que la situación en Isfahán era de tranquilidad. En la misma línea se manifestó el portavoz de la Agencia Espacial de Irán, Hossein Dalirian, en su cuenta de X (antigua Twitter), donde afirmó que «no hay reportes de un ataque con misiles por ahora» y que las defensas aéreas del país han derribado «tres micro drones». El sábado 20 de abril el ministro de Exteriores de Irán, Hosein Amirabdolahian, afirmó que el ataque de Israel contra la ciudad de Isfahán «ni siquiera se podría llamar ataque» y que en realidad «Se trató del vuelo de dos o tres cuadricópteros, del nivel de los juguetes que nuestros hijos usan en Irán».

### Internacionales
- España - El presidente del Gobierno, Pedro Sánchez, pidió a todas las partes involucradas en el conflicto evitar cualquier acción que conduzca a una escaldada y que «el objetivo ha de ser siempre la paz y evitar cualquier camino que nos conduzca a más confrontación», también afirmó que «la guerra debe acabar».[61]

- Estados Unidos - El secretario de Estado, Antony Blinken, aseguró que Washington «no ha estado implicado en ninguna operación ofensiva» y que «en lo que estamos centrados (...) es en el trabajo para reducir las tensiones ante cualquier potencial conflicto».[62]

- Rusia - El secretario de prensa del presidente de la Federación de Rusia, Dmitri Peskov, indicó en una rueda de prensa que «si bien no ha habido comunicados oficiales de Israel por el momento, Rusia se encuentra estudiando todas las informaciones que tiene a su alcance sobre lo sucedido» y que aunque considera «prematuro» hacer valoraciones sobre lo ocurrido, «independientemente de las informaciones, Rusia aboga por la contención y por evitar acciones que provoquen una mayor tensión en una región tan compleja».[63]